# Bogdan Daras
Pour les articles homonymes, voir Daras.
Bogdan Daras (né le 27 avril 1960 à Piotrków Trybunalski et mort le 23 mars 2025) est un lutteur polonais. Il est le porte-drapeau de la délégation polonaise aux Jeux olympiques de 1988.

## Palmarès

### Jeux olympiques
- Participation en moins de 82 kg aux Jeux olympiques de 1988 à Séoul (Corée du Sud).

### Championnats du monde
- Médaille d'or en catégorie des moins de 82 kg en 1986 à Budapest
- Médaille d'or en catégorie des moins de 82 kg en 1985 à Budapest

### Championnats d'Europe
- Médaille d'argent en catégorie des moins de 82 kg en 1987 à Tampere
- Médaille d'argent en catégorie des moins de 82 kg en 1986 au Pirée

## Liens
- Ressources relatives au sport :   - Comité national olympique polonais
  - Olympedia
  - United World Wrestling
- Ressource relative à l'audiovisuel :   - IMDb